# A kutyatartás egészségügyi hatásai
Az emberek és kutyák évezredek óta élnek együtt. A kutyatartás többféle hatással van az ember egészségére. ezek egy része pozitív, egy másik negatív. Különleges eseteket kivéve, amennyiben a gazda figyelembe veszi az együttélés szabályait (higiénia, szocializáció, tanítás), a hatása általában pozitív.

## Kutyák által okozott emberi betegségek, bántalmak
A kutyákról emberre (és fordítva) sokféle betegség, fertőzés terjedhet át, ennek veszélye megfelelő tartási körülményekkel és immunizálással, féreghajtással minimálisra csökkenthető. A felsorolás csak kiragadott példákat tartalmaz, nem törekszik a teljességre:
- A veszettség régóta a kutyákkal élő társadalmak problémája. A megoldást a kötelező védőoltás alkalmazása hozta el. Magyarországon a kutyáról emberre (vagy fordítva) terjedő veszettség nagyon ritka.
- A Toxocara canis,[6] a kutyagalandféreg és a Dipylidium caninum az emberre is átterjedhet.
  - Ha a fertőzőképes Toxocara canis petéket tartalmazó földet az ember (általában gyermek) lenyeli, annak belében kialakul a lárva, ami a bélfalon keresztüljutva vándorolni kezd a szervezetben, majd végül elpusztul. A fertőzés leggyakrabban tünetmentes, s a fejlett országokban a népesség 2–10%-a átesik rajta. Ritkábban a vándorló féreg lázat és májmegnagyobbodást, súlyosabb esetben akár látásromlást vagy halálos betegségeket (szívizomgyulladást, agyvelőgyulladást és tüdőgyulladást) is okozhat.
  - Ha a kutyagalandféreg-peték kutyaszőrrel vagy szennyezett élelemmel az emberbe kerülnek, a kialakult lárvák átfúrják magukat a vékonybél falán, és a véráram útján a májba, a tüdőbe, az izmokba vagy más szervekbe jutnak, ahol tokkal körülvett cisztát képeznek maguk körül – benne több ezer lárvával. A betegség többnyire tünetmentes, de ha a ciszta mérete túl nagy, nyomásával károsíthatja a szomszédos szerveket; valamint ha megreped, a belőle kiáramló folyadék miatt életveszélyes sokk alakulhat ki. A kutya-galandférgesség is világszerte előfordul, és a higiénés szabályokat elhanyagoló kutyatulajdonosok 10%-át érinti.
  - Előfordul, hogy a kutyával játszó kisgyermekek nyelik le véletlenül a Dipylidium caninum lárvát hordozó bolhát, s így az ő belükben fejlődik ki a féreg. A fertőzés legtöbbször tünetmentes, de előfordulhat hasfájás, hasmenés és végbéltáji viszketés is.
- A kutyák szőrével szemben kialakulhat allergia. A tüneteket rendszerint a szőrszál belégzése váltja ki.
- Bár a problémát nem maga az állat okozza, ide sorolható a kinofóbia, a kutyáktól való kóros félelem (fóbia).
- Végül megemlítendők a kutyatámadások, melyek során az áldozat súlyos sérüléseket szerezhet, vagy akár meg is halhat. Az állat főként erős harapásával okozhat kárt az emberben, de egy nagy testű kutya – a súlyából adódóan – fel is lökheti az áldozatát. A statisztikák szerint Magyarországon évente hozzávetőleg 7000 sérüléssel járó kutyatámadás történik. Ugyan ez a szám Hollandiában 50 000 körül alakul, bár nem lehet tudni, hogy ebből a különbségből mennyit jelent a nyilvántartási módszerek különbsége.[7] A kutyák megfelelő szocializációjával az indokolatlan támadások esélye minimálisra csökkenthető.

## A kutyatartás egészségügyi előnyei
- Vizsgálatok szerint a kutya- vagy macskatartók mentális és fizikai állapota jobb, ritkábban látogatják az orvost, mint azok, akik nem tartanak állatot.[1][8]
- Egy vizsgálat szerint az új kutyatulajdonosok kisebb egészségügyi problémái jelentősen enyhültek, és ez az állapot fennmaradt a vizsgálat végéig. Az eredményhez valószínűleg az is hozzájárul, hogy a kutyatulajdonosok fizikai aktivitása nagyobb, mint a kutyával nem rendelkezőké.[2]
- A kutyák megkönnyíthetik az idegenek közötti kommunikációt, ami pozitívan befolyásolhatja a mentális egészséget.[9]

- Egy kutya jelenléte szignifikánsan megkönnyíti az autista gyerekek kommunikációját a környezetükkel.[3]
- A szívbetegségben (például szívinfarktus) átesett emberek túlélési esélyei jelentősen jobbak, ha van kutyájuk.[10]
- Azokon a munkahelyeken, ahova a munkatársak magukkal vihetik a kutyájukat, az emberek stresszintje alacsonyabb, munkahelyi elégedettsége nagyobb, mint azoké akik ezt nem tehetik meg, egy 75 fős vizsgálat szerint.[11]
- Egy finn felmérés szerint azoknak a csecsemőknek, akik kutyás családba születtek, ritkábban volt légúti, illetve fülfertőzésük, illetve kevesebb antibiotikumra volt szükségük, mint a háziállatot nem tartó családok gyerekeinek. A jelenség kisebb mértékben a macskát tartó családoknál is megfigyelhető.[12][13]